# 로체스터 공과대학교
로체스터 공과대학교(Rochester Institute of Technology; RIT)는 미국 뉴욕주 로체스터에 있는 사립 연구 대학교이다. 미국의 사립대학 중 등록된 전일제 학생 수 기준으로 10번째로 크다. 중국, 크로아티아, 두바이, 코소보에 국제캠퍼스를 가지고 있다. 

## 학과
9개의 단과대학(Colleges)와 2개의 학위수여기관을 갖고 있다.
- 예술·디자인대학 (College of Art and Design)
- 손더스 경영대학(Saunders College of Business)
- 골리사노 컴퓨팅·정보과학대학 (Golisano College of Computing and Information Sciences)
- 케이트 글리슨 공과대학 (Kate Gleason College of Engineering)
- 공학기술대학 (College of Engineering Technology)
- 보건과학·기술대학 (College of Health Sciences and Technology)
- 자유학예 대학 (College of Liberal Arts)
- 국립 청각장애 기술연구소 (National Technical Institute for the Deaf)
- 이과대학 (College of Science)
- 골리사노 지속가능성 연구소 (Golisano Institute for Sustainability)
- 개인맞춤형연구 단과대학 (School of Individualized Study)

## 저명한 동문

### 경제계
- 구광모 - LG그룹 제4대 회장

## 같이 보기
- 사립기술대학협회